# Theodor Kaes

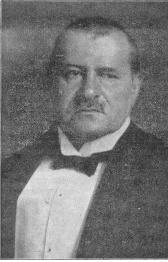
Theodor Kaes

Theodor Joseph Martin Kaes (ur. 7 listopada 1852 w Ambergu, zm. 22 grudnia 1913 w Hamburgu) – niemiecki lekarz neurolog.
Pracował w Szpitalu Psychiatrycznym Friedrichsberg w Hamburgu, gdzie pełnił funkcję pierwszego prosektora i szefa laboratorium neuroanatomicznego od 1899 do 1913. Zmarł podczas obchodu lekarskiego. Wspomnienie pośmiertne poświęcił mu Wilhelm Weygandt.
Po śmierci jego następcą został Alfons Maria Jakob.
Theodor Kaes był pionierem mieloarchitektoniki, i pamiętany jest za prace nad nią. Został też uwieczniony w eponimie linii Kaesa, będącej cienkim pasmem zmielinizowanych włókien nerwowych biegnącym między zewnętrzną ziarnistą a zewnętrzną piramidową warstwą kory mózgu. Linia ta nazywana była też niekiedy linią Kaesa-Bechterewa, w związku z odkryciem dokonanym niezależnie przez rosyjskiego uczonego Władimira Biechtierewa.

## Wybrane prace
- Untersuchungen über Verwirrtheit. Jahrbücher der hamburgischen Staatskrankenanstalten 2, ss. 657–682 (1890)
- Die Anwendung der Wolters’schen Methode auf die feinen Fasern der Hirnrinde (Vorläufige Mitteilung). Neurologisches Centralblatt 10, ss. 456–459 (1891)
- Beiträge zur Ätiologie der allgemeinen Paralyse nebst einleitenden allgemeinstatistischen Bemerkungen. Allgemeine Zeitschrift für Psychiatrie 49, ss. 614–649 (1893)
- Zur pathologischen Anatomie der Dementia paralytica[4].  (1902)
- Beiträge zur Kenntniss des Reichthums der Grosshirnrinde des Menschen an markhaltigen Nervenfasern[5] (1893)